# آلباتروس ال۱۰۳
آلباتروس ال۱۰۳ (به انگلیسی: Albatros_L103) یک هواگرد از نوع هواگرد آزمایشی ساخت شرکت آلباتروس فلوکتسایک‌ورک در آلمان است. هواگرد آلباتروس ال۱۰۳ نخستین پروازش را در 1933 میلادی انجام داد. در مجموع، تعداد 1 فروند از این هواگرد ساخته شده‌است.